# François Girardon
François Girardon, född 10 mars 1628 i Troyes, död 1 september 1715 i Paris, var en fransk skulptör under barockepoken.

## Biografi
Girardon utbildades dels i Paris, dels i Rom under Giovanni Lorenzo Bernini och blev den främste dekorative bildhuggaren under Ludvig XIV. Flera av hans pompösa barockskulpturer, till exempel Louvrens Apollosal, utfördes efter Charles Le Bruns utkast, likaså Kardinal Richelieus gravmonument i Sorbonnekyrkan i Paris. 
I Versailles park märks ståtliga fontänskulpturer av Girardon; hans eleganta relief Badande nymfer finns också i Versailles. Girardon har även skulpterat flera gravmonument och byster. Storslagen var hans ryttarstaty av Ludvig XIV på Place Vendôme. Den är numera förstörd, men en modell finns på Louvren.

## Bilder

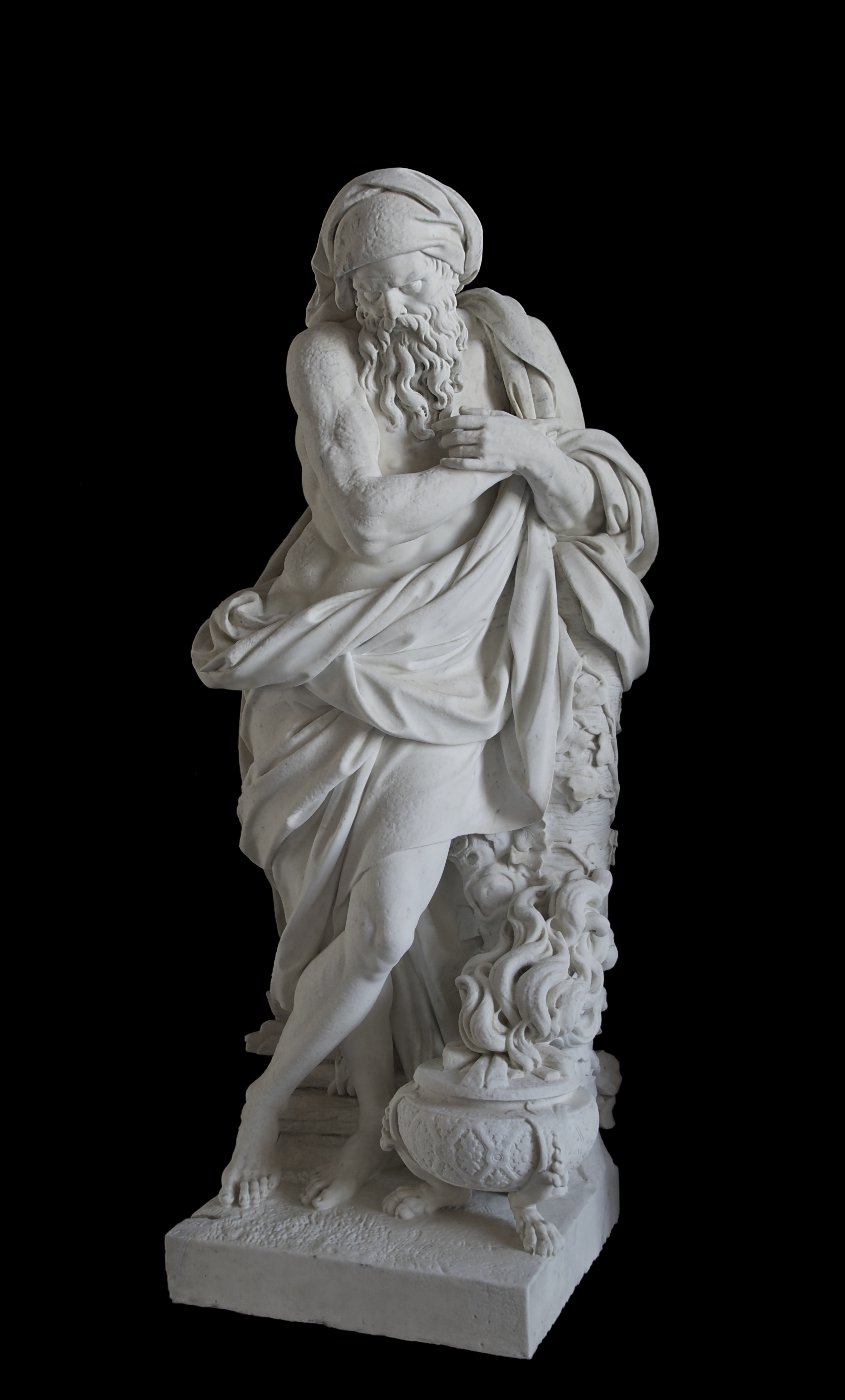
L'Hiver (1675–1679), slottet i Versailles.
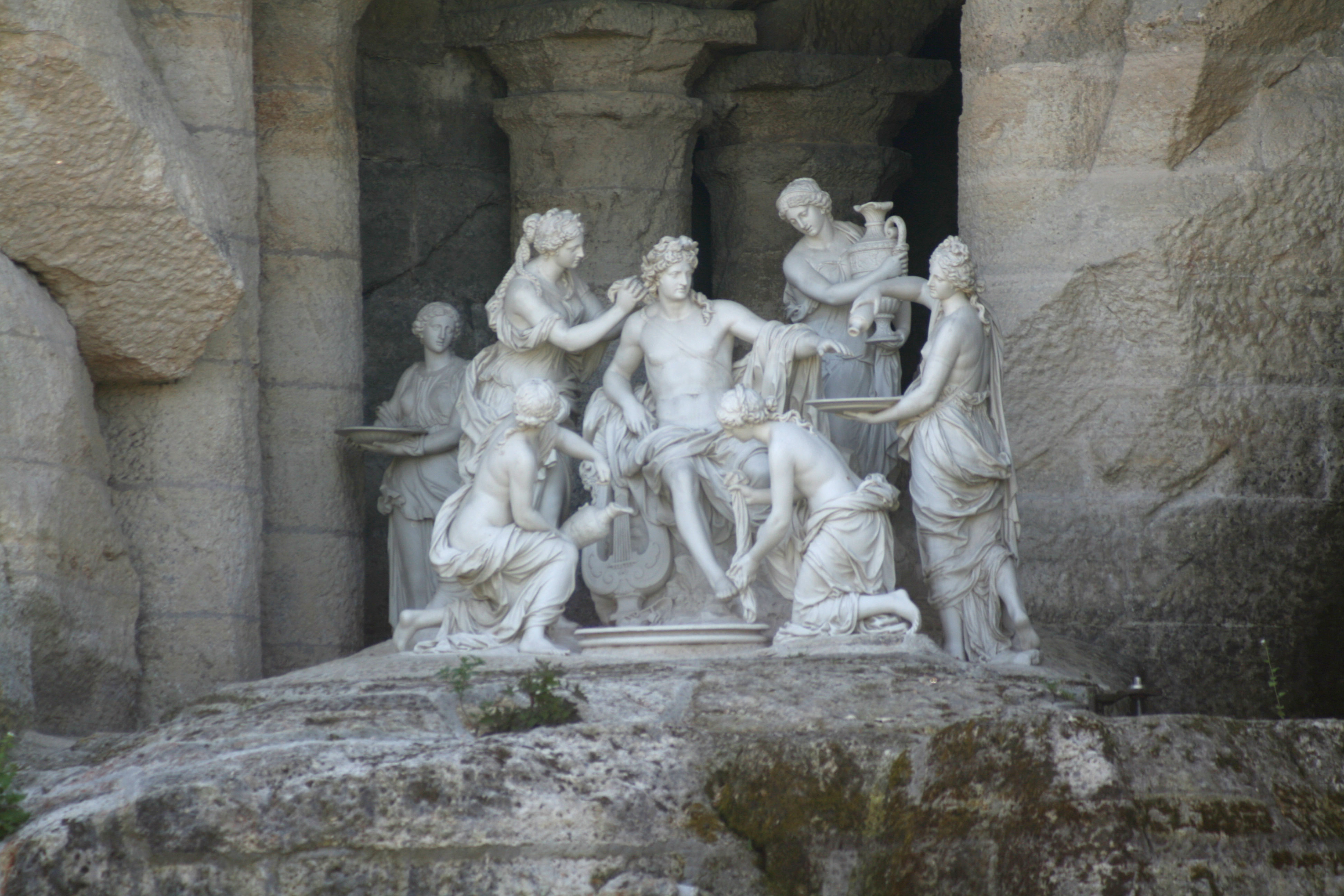
Apollon betjänad av nymfer (1666–1675), parken i Versailles.
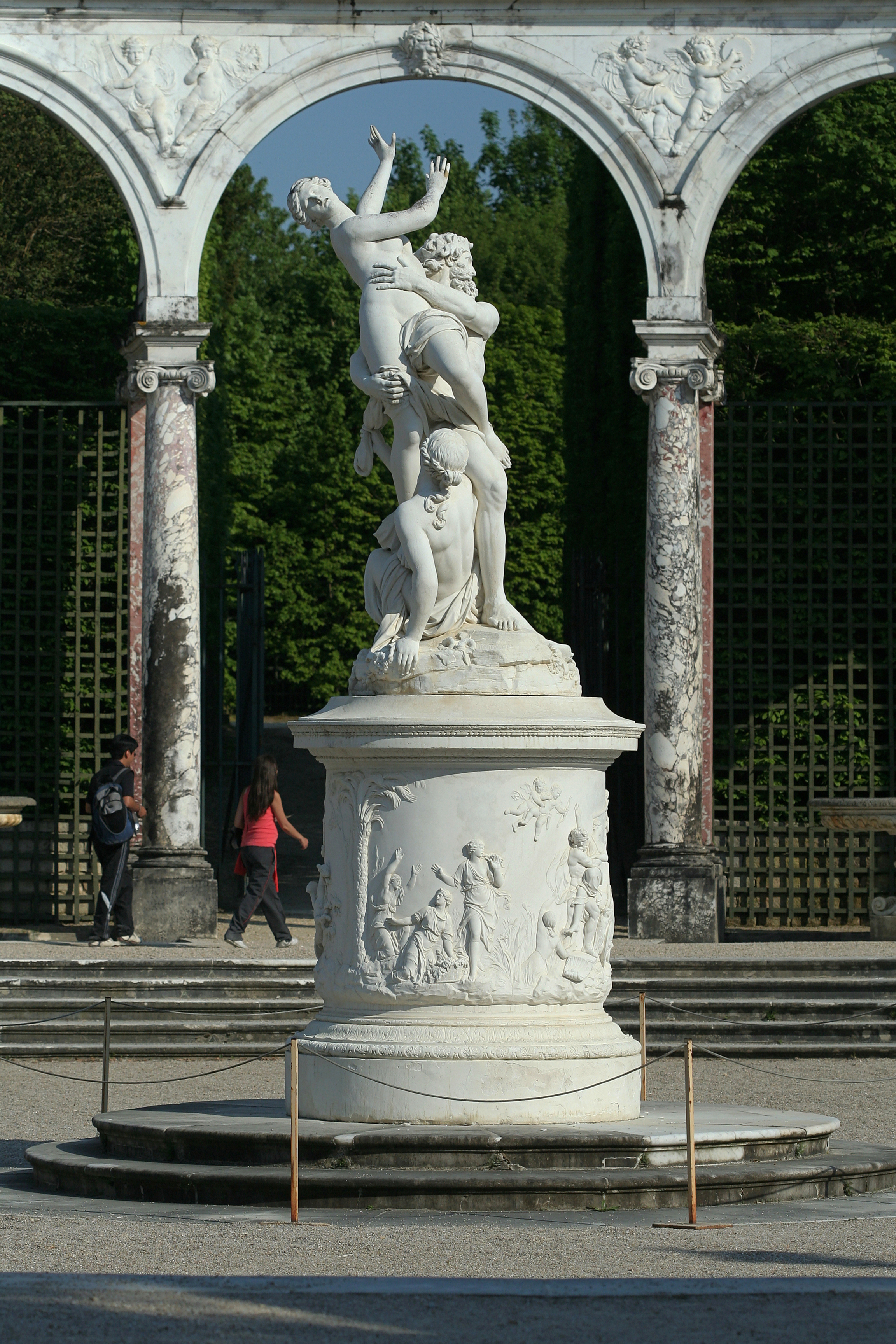
Pluto och Proserpina (1699), parken i Versailles.
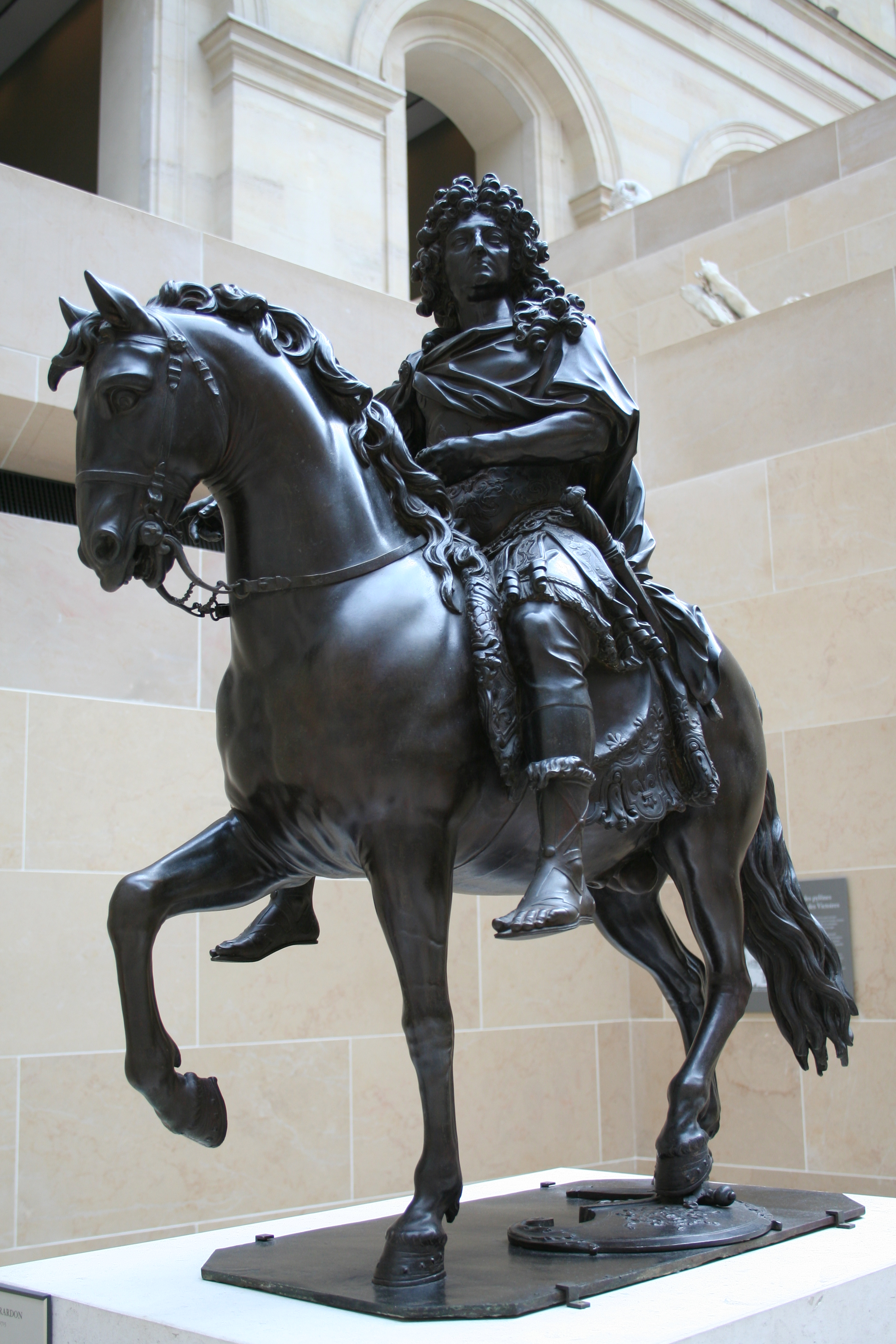
Louis XIV till häst (1692), Louvren.